# جيمي دوسن (لاعب كرة سلة)
جيمي دوسن (9 يوليو 1922 في الولايات المتحدة - 30 مايو 2009 في الولايات المتحدة) (بالإنجليزية: Jamie Dawson)‏ هو طبيب بيطري ولاعب كرة سلة أمريكي في مركز الوسط. لعب مع شيبويغن ريد سكينز.

## وصلات خارجية
- جيمي داوسون على موقع سبورتس رفرنس (الإنجليزية)